# Allegato VII Trattato di Pace di Parigi del 1947
L'allegato VII del Trattato di Parigi fra l'Italia e le potenze alleate tratta dello "Strumento per il regime provvisorio" del Territorio Libero di Trieste. Come cita l'introduzione all'allegato, "Le disposizioni del presente Strumento si applicheranno all’amministrazione del Territorio Libero di Trieste nell’attesa della messa in applicazione dello Statuto permanente". Lo strumento dava il potere amministrativo ai comandi militari alleati che operavano nelle due zone del Territorio Libero di Trieste.